# Hinche (arrondissement)
Hinche (Haïtiaans-Creools: Ench) is een arrondissement van het Haïtiaanse departement Centre, met 265.000 inwoners. De postcodes van dit arrondissement beginnen met het getal 51.
Het arrondissement Hinche bestaat uit de volgende gemeenten:
- Hinche (hoofdplaats van het arrondissement)
- Cerca-Carvajal
- Maïssade
- Thomonde